# Analalava
Analalava es una ciudad y comuna (malgache: kaominina) en la provincia de Mahajanga, en el noroeste de Madagascar cerca al canal de Mozambique. Se encuentra a aproximadamente 150 kilómetros al norte de Mahajanga y unos 430 kilómetros al norte de la capital Antananarivo. Pertenece al distrito de Analalava, que es parte de una región de Sofía en la provincia de Mahajanga. La población de la comuna se estimó en unos 10 000 habitantes en el censo del año 2001.
Analalava se sirve por el Aeropuerto de Analalava. Además de la enseñanza primaria, la ciudad ofrece la educación secundaria, tanto en los niveles superiores y secundarios. La ciudad cuenta con un tribunal permanente y de un hospital.
La mayoría del 60% de la población trabaja en la pesca, un 25% son agricultores, mientras que un 10% adicional recibe su sustento de la cría de animales. El cultivo más importante es el arroz, mientras que otros productos importantes son el coco y la yuca. Los servicios dan empleo al 5% de la población.